# Вест-Пайкленд Тауншип (округ Честер, Пенсільванія)
Вест-Пайкленд Тауншип (англ. West Pikeland Township) — селище (англ. township) в США, в окрузі Честер штату Пенсільванія. Населення — 4024 особи (2010).

## Демографія
Згідно з переписом 2010 року, у селищі мешкали 4024 особи в 1378 домогосподарствах у складі 1148 родин. Було 1436 помешкань
Расовий склад населення:
| - 95,2 % — білих - 2,7 % — азіатів - 0,8 % — чорних або афроамериканців - 0,1 % — корінних американців |

До двох чи більше рас належало 0,7 %. Частка іспаномовних становила 2,3 % від усіх жителів.
За віковим діапазоном населення розподілялося таким чином: 29,4 % — особи молодші 18 років, 60,9 % — особи у віці 18—64 років, 9,7 % — особи у віці 65 років та старші. Медіана віку мешканця становила 43,8 року. На 100 осіб жіночої статі у селищі припадало 101,4 чоловіків;  на 100 жінок у віці від 18 років та старших — 97,2 чоловіків також старших 18 років.
Середній дохід на одне домашнє господарство  становив 181 387 доларів США (медіана — 135 662), а середній дохід на одну сім'ю — 200 176 доларів (медіана — 157 813). Медіана доходів становила 107 806 доларів для чоловіків та 72 721 долар для жінок. За межею бідності перебувало 1,3 % осіб, у тому числі 0,5 % дітей у віці до 18 років та 1,8 % осіб у віці 65 років та старших.
Цивільне працевлаштоване населення становило 2229 осіб. Основні галузі зайнятості: науковці, спеціалісти, менеджери — 19,2 %, освіта, охорона здоров'я та соціальна допомога — 15,6 %, роздрібна торгівля — 14,8 %.